# Galbadrachyn Otgoncėcėg
Galbadrachyn Otgoncėcėg o Galbadrach (in kazako Отгонцэцэг Галбадрах?; in mongolo: Галбадрахын Отгонцэцэг; tr. en.: Galbadrakhyn Otgontsetseg; Ulan Bator, 25 gennaio 1992) è una judoka kazaka, vincitrice della medaglia di bronzo nella categoria 48 kg  a Rio de Janeiro 2016.
Nata a Ulan Bator, in Mongolia, ha ottenuto la cittadinanza kazaka nel 2015.

## Palmarès
- Giochi olimpici

Rio de Janeiro 2016: bronzo nei 48 kg.
- Mondiali

Budapest 2017: bronzo nei 48 kg.
Baku 2018: bronzo nei 48 kg.
- Campionati asiatici

Hong Kong 2017: argento nei 48kg.
- Universiade

Taipei 2017: bronzo nei 48kg.

### Vittorie nel circuito IJF
| Data             | Località  | Paese               | Categoria  |
| ---------------- | --------- | ------------------- | ---------- |
| 10 ottobre 2014  | Astana    | Kazakistan          | Grand Prix |
| 26 novembre 2015 | Jeju      | Corea del Sud       | Grand Prix |
| 6 febbraio 2016  | Parigi    | Francia             | Grand Slam |
| 1 aprile 2016    | Samsun    | Turchia             | Grand Prix |
| 13 maggio 2016   | Almaty    | Kazakistan          | Grand Prix |
| 28 ottobre 2016  | Abu Dhabi | Emirati Arabi Uniti | Grand Slam |
| 7 aprile 2017    | Antalya   | Turchia             | Grand Prix |